# Katrin Gutensohn
Katharina Anna Gutensohn detta Katrin (Kirchberg in Tirol, 22 marzo 1966) è un'ex sciatrice alpina e sciatrice freestyle austriaca naturalizzata tedesca nel 1989.
Velocista in attività tra gli anni 1980 e gli anni 1990, fu in grado, in carriera, di aggiudicarsi otto successi nella Coppa del Mondo di sci alpino, tutti in discesa libera, e la Coppa del Mondo di discesa libera nel 1990. Conquistò anche la medaglia d'argento nella discesa libera in occasione dei Mondiali disputati nel 1985 a Bormio. Nel freestyle vinse due gare di Coppa del Mondo.
Dal 1989 alla riunificazione tedesca (1990) gareggiò per la nazionale tedesca occidentale di sci alpino e poi per quella della Germania riunificata fino al suo ritiro da questa disciplina, nel 1998. Nel freestyle gareggiò nuovamente per l'Austria.

## Biografia

### Carriera sciistica

#### Stagioni 1983-1988
Attiva inizialmente nello sci alpino, gareggiando con i colori della nazionale austriaca la Gutensohn ottenne il primo piazzamento di rilievo in carriera in occasione della combinata di Coppa del Mondo disputata a Piancavallo il 17 dicembre 1982, che chiuse al 7º posto; nella stessa stagione ai Mondiali juniores di Sestriere vinse la medaglia d'argento nella combinata e quella di bronzo nella discesa libera.
Il 21 dicembre 1984 a Santa Caterina Valfurva in discesa libera salì per la prima volta sul podio in Coppa del Mondo (3ª); in seguito nella stessa specialità vinse la medaglia d'argento ai Mondiali di Bormio 1985, sua prima presenza iridata, e la sua prima gara in Coppa del Mondo, il 2 marzo dello stesso anno a Vail. Nella stagione 1985-1986 in Coppa del Mondo ottenne sei podi con tre vittorie e si classificò al 2º posto nella classifica della Coppa del Mondo di discesa libera staccata di 5 punti dalla vincitrice, la svizzera Maria Walliser.

#### Stagioni 1989-1998
Dalla stagione 1988-1989 passò a gareggiare per la nazionale tedesca occidentale e poi per quella della Germania riunificata. Nel 1989-1990 in Coppa del Mondo conquistò tre podi, con due vittorie, e vinse la coppa di cristallo di discesa libera con 4 punti di vantaggio sulla seconda classificata, l'austriaca Petra Kronberger. Nel 1991 ottenne la sua ultima vittoria in Coppa del Mondo, nella discesa libera di Bad Kleinkirchheim del 6 gennaio, e partecipò ai Mondiali di Saalbach-Hinterglemm, piazzandosi 8ª nella medesima specialità. L'anno dopo debuttò ai Giochi olimpici invernali e ad Albertville 1992 si classificò 6ª nella discesa libera; nella successiva rassegna olimpica di Lillehammer 1994 fu 18ª nella discesa libera e 6ª nel supergigante.
Gareggiò nella discesa libera e nel supergigante anche ai Mondiali di Sierra Nevada 1996 e Sestriere 1997: nella prima occasione di piazzò rispettivamente al 15º e al 7º posto e nella seconda, sua ultima presenza iridata, al 9º e al 5º posto. Il 4 dicembre 1997 ottenne il suo ultimo podio in Coppa del Mondo arrivando 2ª nella discesa libera di Lake Louise; disputò la sua ultima gara nel massimo circuito internazionale il 31 gennaio 1998 a Åre (17ª in discesa libera) e si congedò dallo sci alpino in occasione della prova di discesa libera dei XVIII Giochi olimpici invernali di Nagano 1998, che chiuse al 9º posto.

#### Stagioni 2005-2010
Dopo alcuni anni di inattività nel 2005 tornò alle gare, non più nello sci alpino ma nel freestyle (specialità ski cross), indossando nuovamente i colori della nazionale austriaca. Il 5 marzo ottenne esordì in Coppa del Mondo vincendo la gara di Grindelwald; partecipò poi ai Campionati mondiali di Ruka 2005 (11ª), Madonna di Campiglio 2007 (17ª) e Inawashiro 2009 (21ª).
Il 14 marzo 2009 a Meiringen-Hasliberg vinse la sua seconda e ultima gara di Coppa del Mondo (fu anche il suo ultimo podio); in quella stagione 2008-2009 si classificò al 2º posto nella Coppa del Mondo di ski cross, staccata di 391 dalla vincitrice Ophélie David. Si congedò dal massimo circuito internazionale il 24 gennaio 2010 a Lake Placid (27ª) e la sua ultima gara in carriera fu la prova di ski cross dei XXI Giochi olimpici invernali di Vancouver 2010, dove si classificò 26ª.

### Altre attività
Dopo il ritiro completò gli studi in giornalismo e divenne giornalista sportiva presso la televisione di Stato austriaca ORF.

## Palmarès

### Sci alpino

#### Mondiali
- 1 medaglia:
  - 1 argento (discesa libera a Bormio 1985)

#### Mondiali juniores
- 2 medaglie:
  - 1 argento (combinata a Sestriere 1983)[1]
  - 1 bronzo (discesa libera a Sestriere 1983)

#### Coppa del Mondo
- Miglior piazzamento in classifica generale: 11ª nel 1986 e nel 1997
- Vincitrice della Coppa del Mondo di discesa libera nel 1990
- 18 podi:
  - 8 vittorie
  - 5 secondi posti
  - 5 terzi posti

##### Coppa del Mondo - vittorie
| Data            | Località              | Paese       | Specialità |
| --------------- | --------------------- | ----------- | ---------- |
| 2 marzo 1985    | Vail                  | Stati Uniti | DH         |
| 10 gennaio 1986 | Bad Gastein           | Austria     | DH         |
| 16 gennaio 1986 | Puy-Saint-Vincent     | Francia     | DH         |
| 2 febbraio 1986 | Crans-Montana         | Svizzera    | DH         |
| 3 febbraio 1990 | Veysonnaz             | Svizzera    | DH         |
| 4 febbraio 1990 | Veysonnaz             | Svizzera    | DH         |
| 8 dicembre 1990 | Altenmarkt-Zauchensee | Austria     | DH         |
| 6 gennaio 1991  | Bad Kleinkirchheim    | Austria     | DH         |

Legenda:

DH = discesa libera

#### Campionati austriaci
- 5 medaglie[1]:
  - 2 ori (discesa libera nel 1986; discesa libera nel 1989)
  - 1 argento (supergigante nel 1988)
  - 2 bronzi (combinata nel 1983; discesa libera nel 1985)

#### Campionati austriaci juniores
- 1 medaglia[1]:
  - 1 argento (discesa libera nel 1983)

#### Campionati tedeschi
- 3 medaglie[3]:
  - 2 argenti (discesa libera nel 1992; slalom gigante nel 1995)
  - 1 bronzo (supergigante nel 1992)

### Freestyle

#### Coppa del Mondo
- Miglior piazzamento in classifica generale: 9º nel 2009
- Miglior piazzamento nella Coppa del Mondo di ski cross: 2º nel 2009
- 5 podi:
  - 2 vittorie
  - 2 secondi posti
  - 1 terzo posto

##### Coppa del Mondo - vittorie
| Data          | Località            | Paese    | Specialità |
| ------------- | ------------------- | -------- | ---------- |
| 5 marzo 2005  | Grindelwald         | Svizzera | SX         |
| 14 marzo 2009 | Meiringen-Hasliberg | Svizzera | SX         |

Legenda:

SX = ski cross